# Caught Up (Ja Rule)
Caught Up è il terzo singolo del rapper statunitense Ja Rule estratto dall'album "R.U.L.E.". È stato prodotto da Irv Gotti e Jimi Kendrix e vi ha partecipato il cantante R&B Lloyd, artista anch'esso scritturato nella The Inc. Records.

## Informazioni
La canzone è stata l'unico singolo dell'album a non aver debuttato all'interno della chart Billboard Hot 100, raggiungendo la posizione n.65 solo nella Hot R&B/Hip-Hop Songs. In Regno Unito si è classificata alla 20ª posizione.

## Videoclip
Il videoclip è stato diretto da Erik White. All'inizio gli artisti eseguono il brano in una sala di registrazione. Subito dopo l'ambientazione si svolge in lussuosa villa con piscina, dove insieme a loro vi sono molte comparse. Nelle scene finali si ritirano in intimità con alcune ragazze. I cameo sono quelli di Irv Gotti e della modella Esther Baxte, già apparsa in molti altri videoclip hip hop.

## Posizioni in classifica
| Chart (2005)                          | Posizione massima |
| ------------------------------------- | ----------------- |
| Billboard Hot R&B/Hip-Hop Songs (USA) | 65                |
| Irish Singles Chart (Irlanda)         | 20                |
| Official Singles Chart (UK)           | 20                |
| ARIA Singles Chart (Australia)        | 34                |